# Athylia fasciata
Athylia fasciata là một loài bọ cánh cứng trong họ Cerambycidae.